# Колокол Мира (Санкт-Петербург)
«Колокол Мира» — памятник, посвящённый жертвам атомных бомбардировок японских городов Хиросимы и Нагасаки. Расположен в Санкт-Петербурге. Также известен как «Колокол Нагасаки».

## История
Был установлен 9 августа 1988 года в 43-ю годовщину со дня бомбардировки японского города Нагасаки в память о ядерных бомбардировках. Автор — японский скульптор Мацуока Кунити (яп. 松岡クニット).
Композиция стала ответным даром жителей Нагасаки, в Парке Мира которого установлен памятник «Мир» работы Михаила Аникушина, изображающий мать и сидящего на ее коленях ребенка.